# Amastris inconspicua
Amastris inconspicua är en insektsart som beskrevs av Broomfield 1976. Amastris inconspicua ingår i släktet Amastris och familjen hornstritar. Inga underarter finns listade i Catalogue of Life.